# 商群
数学において、商群（しょうぐん、英: quotient group, factor group）あるいは剰余群、因子群とは、群構造を保つ同値関係を用いて、大きい群の要素を同一視できる関係により一塊としてみなすことで得られる群であり、それぞれの塊がその群の元となる。例えば、n を法とした加法の巡回群は次の様にして得られる。大きい群として加法を演算とする整数の群を取り、差が n の倍数の元を同一視し、そのような各類（合同類と呼ばれる）を１つの要素とし、これによって得られるn個の要素の間に働く群構造を定義する。群論と呼ばれる数学の分野の一部である。
群の合同関係において、単位元となる同値類はつねにもとの群の正規部分群であり、他の同値類たちはちょうどその正規部分群の剰余類たちである。得られる商群は G/N と書かれる、ただし G はもとの群で N は正規部分群である。（これは「G mod N（ジーモッドエヌ）」と読まれる。"mod" は modulo の略である。）
商群の重要性の多くはその準同型との関係に由来する。第一同型定理は任意の群 G の準同型による像はつねに G のある商と同型であると述べている。具体的には、準同型 φ: G → H による G の像は G/ker(φ) と同型である、ただし ker(φ) は φ の核 を表す。
商群の双対概念は部分群であり、これらが大きい群から小さい群を作る2つの主要な方法である。任意の正規部分群 N は、大きい群から部分群 N の元の間の差異を除去して得られる、対応する商群を持つ。圏論では、商群は商対象の例であり、これは部分対象の双対である。商対象の他の例は、商環、商線型空間、商位相空間、商集合を参照。

## 定義と説明
群 G と部分群 H と、G の元 a が与えられると、対応する左剰余類 aH := {ah : h ∈ H} を考えることができる。剰余類は群の部分集合の自然な類である；例えば、整数全体のなすアーベル群 G と偶数全体からなる部分群 H を考えよう。するとちょうど2つの剰余類があり、1つは 0 + H で、偶数全体からなり、もう1つは 1 + H で、奇数全体からなる（ここで二項演算には乗法的ではなく加法的な表記を用いている）。
一般の部分群 H に対して、すべての剰余類 {aH : a ∈ G}からなる集合に協調的な群演算を定義することが望ましい。これは以下に見るように H が正規部分群であるときにちょうど可能である。群 G の部分群 N が正規であるとは、G のすべての元 a に対して剰余類の等式 aN = Na が成り立つことをいう。G の正規部分群は N ◁ G と書かれる。

### 定義
N を群 G の正規部分群とする。集合 G/N を N の G におけるすべての左剰余類からなる集合と定義する、すなわち、G/N = { aN : a ∈ G } とする。G/N 上の演算を次のように定義する。G/N の各元 aN と bN に対し、aN と bN の積は (aN)(bN) である。これは G/N 上の演算を定めている、なぜならば G の部分集合の次の等式が成り立つからである：
(aN)(bN) = a(Nb)N = a(bN)N = (ab)NN = (ab)N.
ここで N が正規部分群であることを本質的に用いている。G/N 上のこの演算が結合的で、単位元 N を持ち、G/N の元 aN の逆元は a−1N であることが確かめられる。したがって、集合 G/N に上で定義された演算を考えると群をなす；これは G の N による商群 (quotient group) と呼ばれる。
N の正規性により、N の G における左剰余類たちと右剰余類たちは等しく、したがって代わりに G/N を N の G における右剰余類たちの集合として定義することもできた。

### 例：6を法とした加法
例えば、6を法とした加法の群 G = {0, 1, 2, 3, 4, 5} を考えよう。部分群 N = {0, 3} を考える。これは G が可換だから正規である。すると（左）剰余類全体の集合は3元からなる：
G/N = {aN : a ∈ G} = {{0, 3}, {1, 4}, {2, 5}} = {0 + N, 1 + N, 2 + N}.
上で定義された二項演算はこの集合を商群と呼ばれる群にし、この場合位数 3 の巡回群に同型である。

## 名前「商」の動機づけ
G/N が商群と呼ばれる理由は整数の除法から来る。12 を 3 で割ると答えは 4 である、なぜならば 12 個のモノを 3 コのモノからなる 4 つのグループに分けることができるからである。商群は同じ思想であるが、最終的な答えは数ではなく群である、なぜならば群はモノの任意の集まりよりも多くの構造を持っているからである。
詳しく述べるため、N を G の正規部分群として、G/N を見ると、群構造は自然な「グループ分け」をするために用いられる。これらは N の G における剰余類である。群と正規部分群から始めたから、最終的な商は（通常の割り算が与える）単なる剰余類の個数よりも多くの情報を含んでおり、それ自身群構造を持つ。

## 例

1 の 4 乗根たち N の 1 の 12 乗根たち G における剰余類たち。

整数 Z が加法についてなす群と、すべての偶数からなる部分群 2Z を考える。これは Z が可換群なので正規部分群である。剰余類は2つしかない：偶数全体の集合と奇数全体の集合である；したがって、商群 Z/2Z は2つの元を持つ巡回群である。この商群は2を法とする加法をもつ集合 {0, 1} に同型である；インフォーマルには、Z/2Z は2を法とする加法をもつ集合 {0, 1} に「等しい」と言うこともある。
この例を少し一般化する。再び整数が加法についてなす群 Z を考える。n を任意の正整数とする。n のすべての倍数からなる Z の部分群 nZ を考える。Z は可換なのでその部分群 nZ は正規である。剰余類たちの集合は {nZ, 1 + nZ, ..., (n − 2) + nZ, (n − 1) + nZ} である。整数 k は、k を n で割った余りを r とすると、剰余類 r + nZ に属する。商 Z/nZ は n で割った「余り」の群と考えることができる。これは位数 n の巡回群である。
1 の 12 乗根全体を考えると、これは単位円周に乗っているが、乗法についてアーベル群 G をなす。数が色つきの点で偏角とともに絵に描かれている。赤い点で示されている、1の4乗根全体のなす部分群 N を考える。この正規部分群は群を赤、緑、青で示されている、3つの剰余類に分ける。剰余類たちが3元からなる群をなすことを確認できる（赤の元と青の元の積は青、青の元の逆元は緑、など）。したがって、商群 G/N は3色の群で、3つの元をもつ巡回群であることが分かる。
実数が加法についてなす群 R とその整数からなる部分群 Z を考える。R における Z の剰余類はすべて、0 ≤ a < 1 を実数として a + Z の形の集合である。そのような剰余類を足すことは対応する実数を足し、結果が 1 以上ならば 1 を引くことによってなされる。商群 R/Z は円周群 S1 に同型であり、これは絶対値 1 の複素数が乗法についてなす群、あるいはそれに対応して、2次元で原点についての回転のなす群、すなわち特殊直交群 SO(2) である。同型は f(a + Z) = exp(2πia) によって与えられる（オイラーの公式を参照）。
G が可逆 3 × 3 実行列全体の乗法群で、N がその行列式 1 の部分群であるとき、N は G において正規である（なぜなら行列式を取る準同型の核なので）。N の剰余類は与えられた行列式を持つ行列全体の集合であり、したがって G/N は非零実数のなす乗法群に同型である。群 N は特殊線型群 SL(3) と呼ばれる。
アーベル群 Z4 = Z/4Z（すなわち 4 を法とする加法をもつ集合 {0, 1, 2, 3}）とその部分群 {0, 2} を考える。商群 Z4/{0, 2} は {{0, 2}, {1, 3}} である。これの群の単位元は {0, 2} であり、群の演算は {0, 2} + {1, 3} = {1, 3} などとなる。部分群 {0, 2} と商群 {{0, 2}, {1, 3}} はともに Z2 に同型である。
乗法群 {\displaystyle G=\mathbf {Z} _{n^{2}}^{*}} を考える。n 乗剰余の集合 N は {\displaystyle \mathbf {Z} _{n}^{*}} に同型な乗法的部分群である。このとき N は G で正規であり、商群 G/N は剰余類 N, (1+n)N, (1+n)2N, ..., (1+n)n−1N である。Paillier暗号は G のランダムな元の剰余類を n の因数分解を知らずに決定することは難しいという予想に基づいている。

## 性質
商群 G/G は自明群（ただ1つの元を持つ群）に、G/{e}  は G に、同型である。
G/N の位数、すなわち元の個数は、|G : N| すなわち N の G における指数に等しい。G が有限ならば、指数は G の位数を N の位数で割ったものにも等しい。G と N がともに無限でも G/N は有限かもしれないことに注意（例えば Z/2Z）。
G の各元 g を g が属する N の剰余類に送る「自然な」全射群準同型 π: G → G/N すなわち π(g) = gN が存在する。写像 π はときに G の G/N の上への自然な射影と呼ばれるその核は N である。
N を含む G の部分群たちと G/N の部分群たちの間には全単射な対応がある；H が G の N を含む部分群ならば、G/N の対応する部分群は π(H) である。この対応は G と G/N の正規部分群たちに対しても成り立ち、対応定理として定式化される。
商群のいくつかの重要な性質は準同型定理と同型定理に含まれている。
G がアーベル、冪零、可解、巡回、あるいは有限生成ならば、G/N もそうである。
H が有限群 G の部分群で、H の位数が G の位数の 1/2 ならば、H は正規部分群であることが保証され、商群 G/H が存在し、C2 に同型である。この結果は「指数 2 の任意の部分群は正規である」と述べることもでき、この形では無限群にも適用できる。さらに、p が有限群 G の位数を割り切る最小の素数であるとき、G/H の位数が p ならば、H は G の正規部分群でなければならない。
G と正規部分群 N が与えられると、G は G/N の N による群拡大である。この拡大が自明あるいは分裂するかどうか問うことができる。言い換えると、G が N と G/N の直積あるいは半直積であるかどうかを問うことができる。これは拡大問題の特別な場合である。拡大が分裂しない例は以下である：G = Z4 = {0, 1, 2, 3} とし、N = {0, 2}とする。N は Z2 に同型である。このとき G/N も Z2 に同型である。しかし Z2 は自明な自己同型しか持たないから、N と G/N の半直積は直積しかない。Z4 は Z2 × Z2 とは異なるから、G は N と G/N の半直積ではない。

## リー群の商
G がリー群で N が G の正規リー部分群であるとき、商 G / N もまたリー群である。この場合、もとの群 G は底空間が G / N ファイバーが N のファイバー束（具体的には主 N 束）の構造を持つ。
正規でないリー部分群 N に対し、左剰余類の空間 G / N は群ではないが、単に G が作用する可微分多様体である。これは等質空間と呼ばれる。